# Joe Bishop
Pour les articles homonymes, voir Bishop.

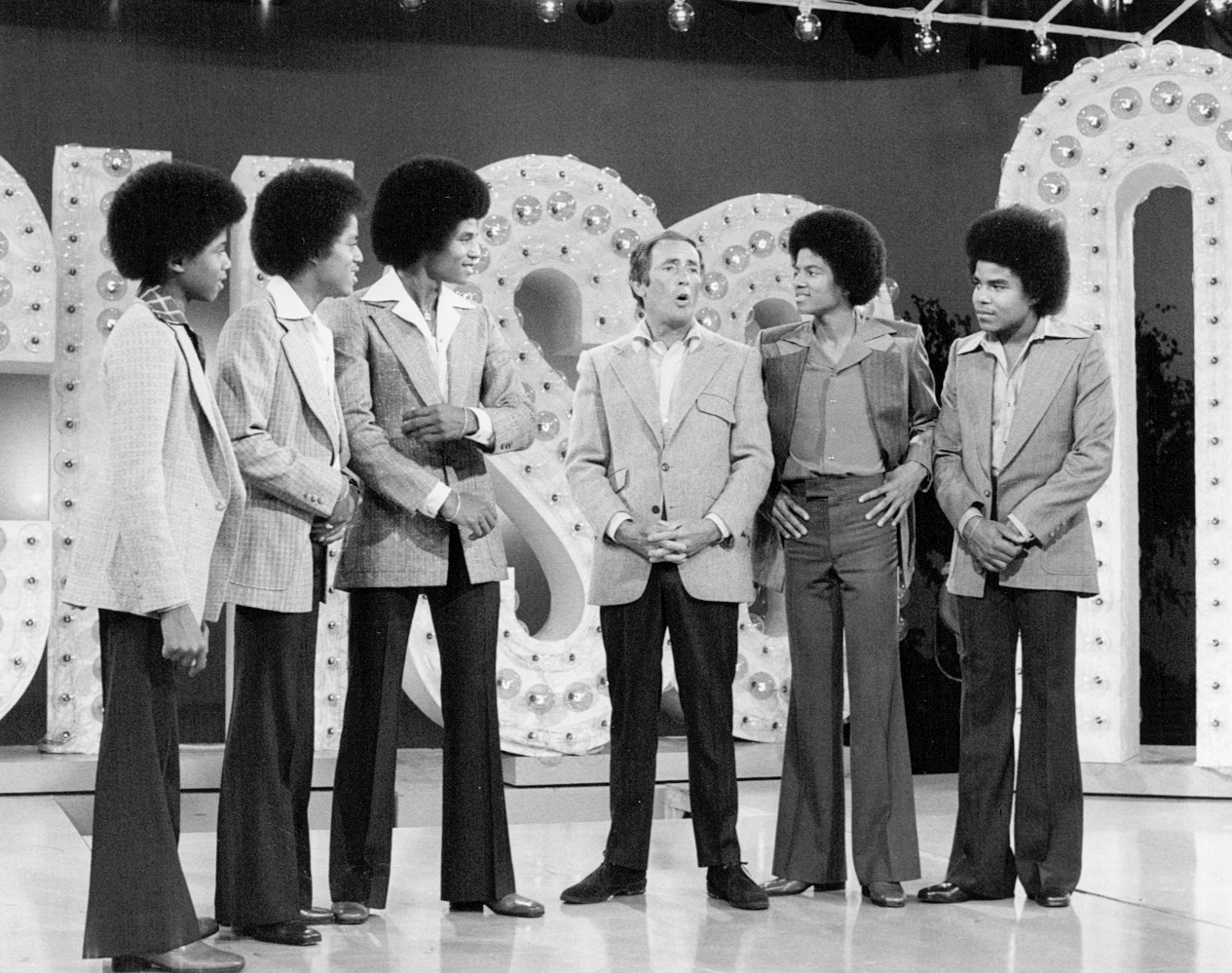
Joe Bishop avec Les Jacksons en 1976

Joe Bishop (né le 27 novembre 1907 en Arkansas, mort le 12 mai 1976 à Houston au Texas) est un musicien américain de jazz, multi-instrumentiste et compositeur.

## Biographie
Bishop apprend le piano, la trompette et le tuba étant jeune, et joue aussi du bugle et du mellophone. Il se produit avec les  Louisiana Ramblers en 1927 y compris au Mexique. Il joue avec  Mart Britt, Al Katz, et Austin Wylie (en) avant de rejoindre le groupe de Isham Jones pendant plusieurs années. Il est un des membres fondateurs du groupe de Woody Herman dans les années 1930. En 1934 il joue du bugle sur Rock your Blues Away d'Isham Jones, ce qui constitue une première utilisation du bugle dans le jazz. Il contracte la tuberculose en 1940 et se retrouve contraint de quitter le groupe. Ses arrangements et compositions sont jouées souvent par Herman, apparaissant sur plusieurs albums des années 1950. En tant qu'instrumentiste, Bishop apparait sur plusieurs enregistrements de Cow Cow Davenport et  Jimmy Gordon, mais arrête le travail en studio dans les années 1950 à cause de sa santé. Il ouvre un magasin à Saranac Lake dans l'état de New York, puis retourne au Texas. 
Ses compositions comportent Midnight Blue, Woodchopper's Ball, et Blue Prelude (avec Gordon Jenkins). Woodchopper's Ball a été reprise sur l'album Undead du groupe Ten Years After en 1968.

## Discographie
- 1938 :  Woody Herman And His Orchestra - You're A Sweetheart / My Fine-Feathered Friend
- 1939 :  Joe Bishop - Still The Bluebird Sings / Love With A Capital "You"
- 1940 :  Woody Herman And His Orchestra - You're The One / Love Of My Life
- 1940 :  Joe Bishop - If I Knew Then (What I Know Know) / Blue Dawn
- 1940 :  Woody Herman And His Orchestra - Get Your Boots Laced Papa
- 1947 :  Woody Herman And His Orchestra - Woodchopper's Ball